# Jan Mathiasen
Jan Dupont Mathiasen (* 9. Mai 1957 in Fredericia) ist ein ehemaliger dänischer Segler.

## Erfolge
Jan Mathiasen, der im Fredericia Sejlklub segelte, nahm an zwei Olympischen Spielen in der Bootsklasse Soling teil. Bei seinem Olympiadebüt 1984 in Los Angeles belegte er als Crewmitglied von Jesper Bank, dessen Crew von Thomas Andersen komplettiert wurde, den zwölften Platz. Vier Jahre darauf war er in Seoul erneut Crewmitglied von Skipper Jesper Bank, diesmal neben Steen Secher. Mit 52,7 Punkten blieben sie zwar weit hinter dem von Jochen Schümann angeführten DDR-Boot mit 11,7 Punkten und den US-Amerikanern um John Kostecki mit 14 Punkten zurück, sicherten sich aber noch vor dem britischen Boot mit 67,1 Punkten als Dritter die Bronzemedaille.